# Robert Mapplethorpe

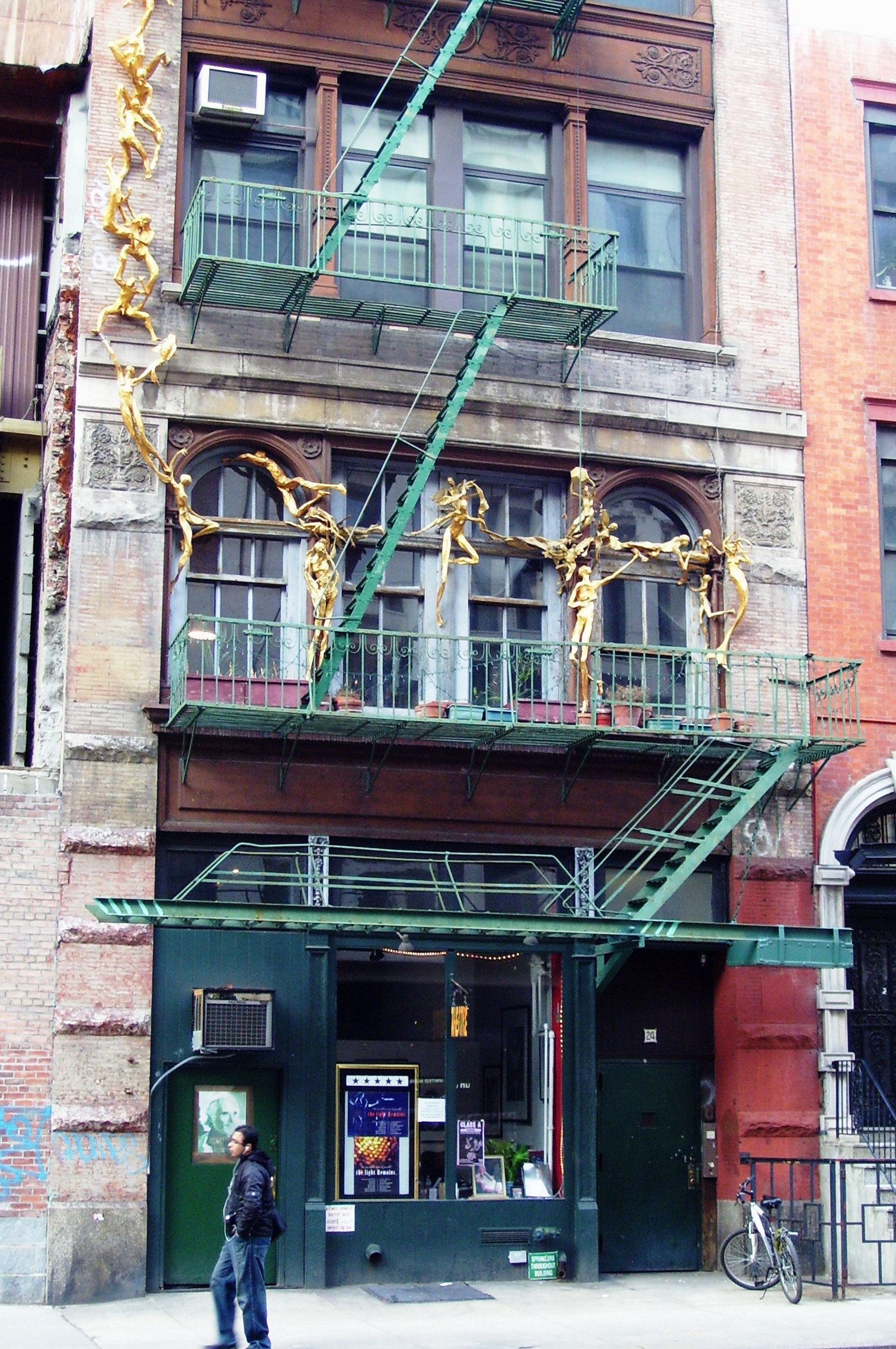
Mapplethorpeovo studio na adrese Bond Street 24 ve čtvrti NoHo na Manhattanu, které později používal jako temnou komoru

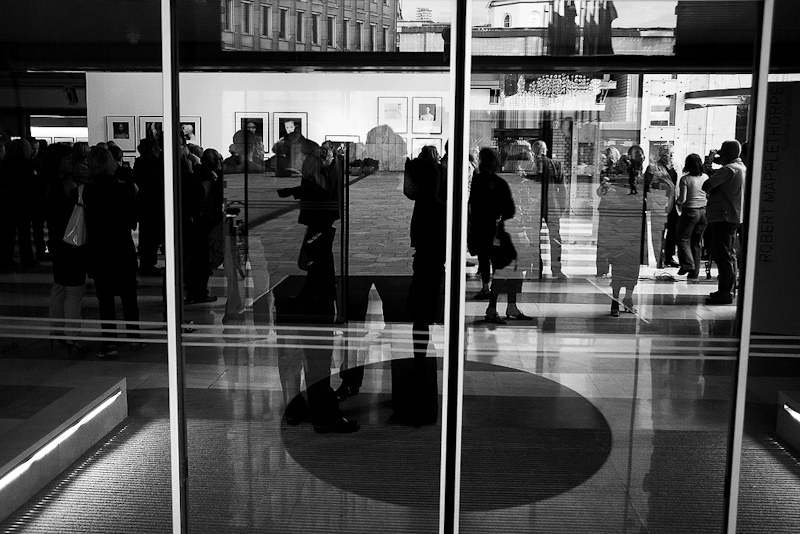
Ljubljana 2009

Robert Mapplethorpe (4. listopadu 1946 – 9. března 1989) byl americký portrétní fotograf a vizuální umělec známý například svými velkoformátovými, vysoce stylizovanými černobílými fotografiemi květin a mužských aktů. V březnu roku 1989 zemřel v bostonské nemocnici na následky onemocnění AIDS.

## Biografie
Robert Mapplethorpe se narodil a vyrostl jako římský katolík se dvěma bratry a dvěma sestrami v New Yorku. Jeho rodiči byli Harry a Joan Mapplethorpovi. Od roku 1963 studoval malbu, kresbu a sochařství na Pratt Institute v Brooklynu, v roce 1969 však studia opustil. Na přelomu 60. a 70. žil ve vztahu s Patti Smith, která později jejich umělecké začátky i společný život popsala v autobiografii Just Kids.
Od roku 1972 žil v dlouhodobém vztahu s kurátorem Samem Wagstaffem, který se stal jeho učitelem i milencem. Wagstaff jej také podpořil v jeho první samostatné výstavě Polaroids v Light Gallery roku 1973.
V polovině 70. let 20. století začal Mapplethorpe fotografovat široký okruh přátel a známých, včetně umělců, skladatelů a prominentů. V 80. letech zdokonalil svou estetiku při fotografování vznešených mužských a ženských aktů, květinových zátiší a formálních portrétů umělců a celebrit. Své první studio si založil na Bond Street na Manhattanu. Jeho asistentem a zároveň také modelem byl Kanaďan Marcus Leatherdale, který se také sám časem věnoval portrétní fotografii. Mapplethorpe později přesídlil na Západní 23. ulici, kde bydlel a fotografoval, přičemž svůj první ateliér si ponechal jako temnou komoru.
Zemřel ve svých 42 letech 9. března 1989 v Bostonu na komplikace vzešlé z nemoci AIDS, která mu byla diagnostikována roku 1986. Jeho partner Sam Wagstaff zemřel ze stejných příčin roku 1987 a sám Mapplethorp následujícího roku pomohl založit Nadaci Roberta Mapplethorpa, která nejen že spravuje jeho dílo, ale též podporuje zdravotnický výzkum HIV infekce a nemoci AIDS.

## Tvorba
Mapplethorpe pracoval převážně ve studiu, zejména s blížícím se koncem kariéry. Častými předměty jeho snímků byly květiny, zejména orchideje a lilie; celebrity, např. Andy Warhol, Richard Gere, Peter Gabriel či Patti Smith; homoerotické a BDSM akty. Zejména poslední téma vzbuzovalo svého času značné kontroverze.
V roce 1978 Mapplethorpe vydal v omezeném nákladu X Portfolio a Y Portfolio. X se zaměřilo na fotografické vyobrazení SM aktivit, zatímco Y zahrnovalo snímky květin a zátiší. V roce 1981 vydal další publikaci, rovněž v omezeném nákladu: Z Portfolio, která byla zaměřena na černé muže.

## Publikace
Vybrané publikace:
- HOLLINGHURST, Alan; MORGAN, Stuart. Robert Mapplethorpe: 1970–1983. London: Institute of Contemporary Arts, 1983. ISBN 0-905263-31-6.
- MAPPLETHORPE, Robert; CHATWIN, Bruce. Lady, Lisa Lyon. New York: Viking Press, 1983. ISBN 0-670-43012-9.
- MAPPLETHORPE, Robert. Certain People: A Book of Portraits. Pasadena, CA: Twelvetrees Press, 1985. ISBN 0-942642-14-7.
- MAPPLETHORPE, Robert; SHANGE, Ntozake. Black Book. New York: St. Martin's Press, 1986. ISBN 0-312-08302-5.
- MARSHALL, Richard; MAPPLETHORPE, Robert. 50 New York Artists: A Critical Selection of Painters and Sculptors Working in New York. San Francisco: Chronicle Books, 1986. ISBN 0-87701-403-5.
- Robert Mapplethorpe. Tokyo: Parco, 1987. ISBN 4-89194-149-9.
- Mapplethorpe Portraits. London: National Portrait Gallery, 1988. ISBN 0-904017-91-5.
- MAPPLETHORPE, Robert; DIDION, Joan. Some Women. Boston: Bulfinch Press, 1989. ISBN 0-8212-1716-X.
- KARDON, Janet; JOSELIT, David; LARSON, Kay. Robert Mapplethorpe: The Perfect Moment. Philadelphia: Institute of Contemporary Art, University of Pennsylvania, 1988. ISBN 0-88454-046-4.
- MAPPLETHORPE, Robert. Flowers. Boston: Bulfinch Press, 1990. ISBN 0-8212-1781-X.
- CHEIM, John. Early Works 1970–1974. New York: Robert Miller Gallery, 1991. ISBN 0-944680-36-4.
- CELANT, Germano. Mapplethorpe. Milan: Electa/Louisiana Museum of Modern Art, 1992. ISBN 88-435-3647-8.
- MAPPLETHORPE, Robert; DANTO, Arthur Coleman. Mapplethorpe. New York: Random House, 1992. ISBN 0-679-40804-5.
- WHITE, Edmund. Altars. New York: Random House, 1995. ISBN 0-679-42721-X.
- ASHBERY, John; HOLBORN, Mark; LEVAS, Dimitri. Pistils. New York: Random House, 1996. ISBN 0-679-40805-3.
- RIMBAUD, Arthur; SCHMIDT, Paul; MAPPLETHORPE, Robert. A Season in Hell. Boston: Little, Brown, 1997. ISBN 0-8212-2458-1.
- LEVAS, Dimitri; SISCHY, Ingrid. Pictures. [s.l.]: Arena Editions, 1999. ISBN 1-892041-16-2.
- CELANT, Germano; IPPOLITOV, Arkadiĭ; VAIL, Karole P B; BLESSING, Jennifer. Robert Mapplethorpe and the Classical Tradition: Photographs and Mannerist Prints. New York: Solomon R. Guggenheim Museum, 2004. ISBN 0-89207-312-8.
- CELANT, Germano. Robert Mapplethorpe: Tra Antico e Moderno. Un'antologia. Turin, Italy: Palazzina della Promotrice delle Belle Arti: [s.n.], 2005. ISBN 88-7624-610-X.
- MAPPLETHORPE, Robert. The Complete Flowers. Essay by Herbert Muschamp. New York: teNeues, 2006. ISBN 3-8327-9168-X.
- WOLF, Sylvia. Polaroids: Mapplethorpe. Munich and New York: Prestel, 2007. Dostupné online. ISBN 978-3-7913-3835-4.
- Robert Mapplethorpe X7. Interviews by Richard Flood. New York: teNeues Publishing, 2011. ISBN 978-3-8327-9473-6.
- NEUTRES, Jerome; SMITH, Patti; WHITE, Edmund; PINET, Helene; BENHAMOU-HUET, Judith. Robert Mapplethorpe. Paris: Éditions de la Reunion des Musées Nationaux – Grand Palais, 2014. ISBN 9782711861408.
- Mapplethorpe Flora: The Complete Flowers. Redakce Holborn Mark; Essay by Dimitri Levas. New York: Phaidon, 2016. ISBN 978-0-7148-7131-8.
- MARTINEAU, Paul; SALVESEN, Britt. Robert Mapplethorpe: The Photographs. Los Angeles: J. Paul Getty Museum, 2016. ISBN 978-1-60606-469-6.

## Výstavy
- Robert Mapplethorpe, Enninful X Mapplethorpe, výstava představující jedinečný pohled na dílo fotografa prostřednictvím výběru 46 fotografií prezentovaných ve dvojicích, jak je vybral britský editor Edward Enninful; 11. Mezinárodní fotografické bienále v Ballaratu, Galerie de la Poste, Ballarat, Austrálie, od 23. srpna do 19. října 2025[3]

## Srovnání
Srovnání kompozic u různých autorů v různých dobách. Podobné kompozice vytvářeli Wilhelm von Gloeden, Fred Holland Day, Hippolyte Flandrin, Gaetano D'Agata, Tony Patrioli nebo Robert Mapplethorpe.

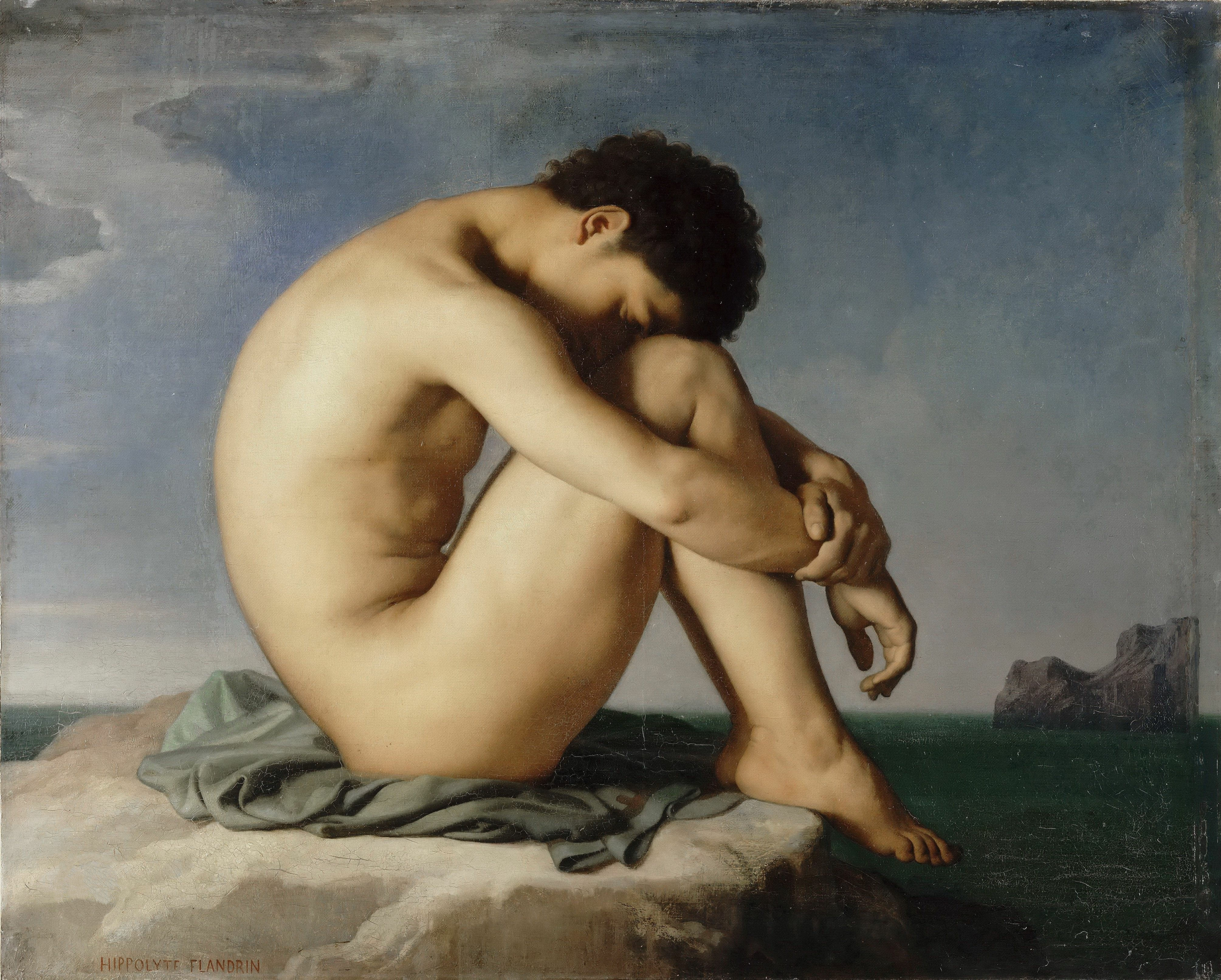
Hippolyte Flandrin (1805-1864): Mladík u moře, olej na plátně, 1855, Musée du Louvre, Paříž
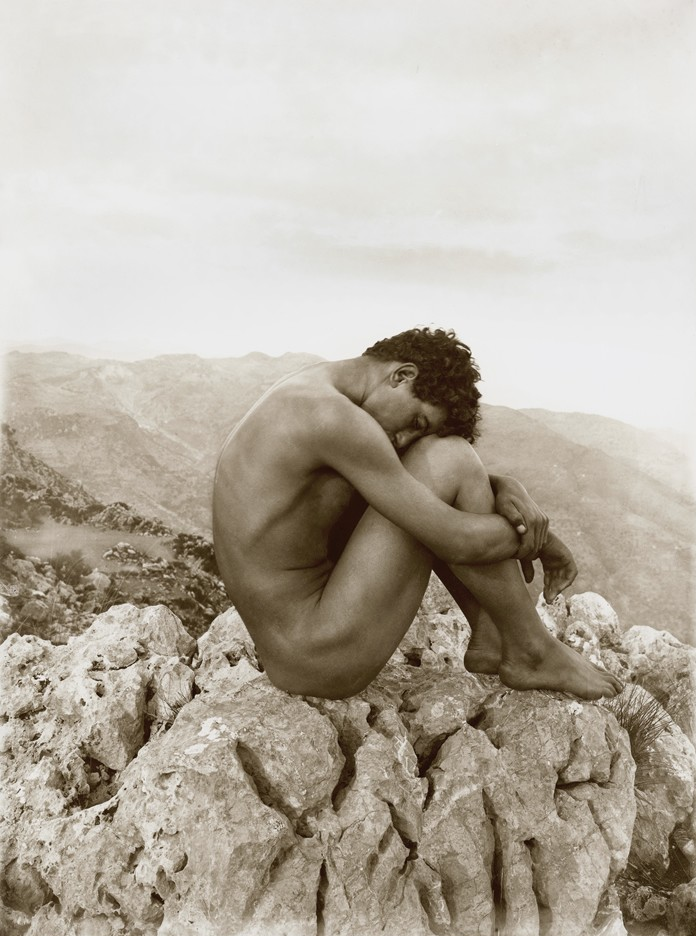
Wilhelm von Gloeden (1856-1931): Kain, asi 1902
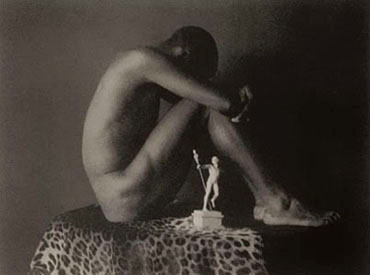
Fred Holland Day (1864-1933), Ebony and ivory
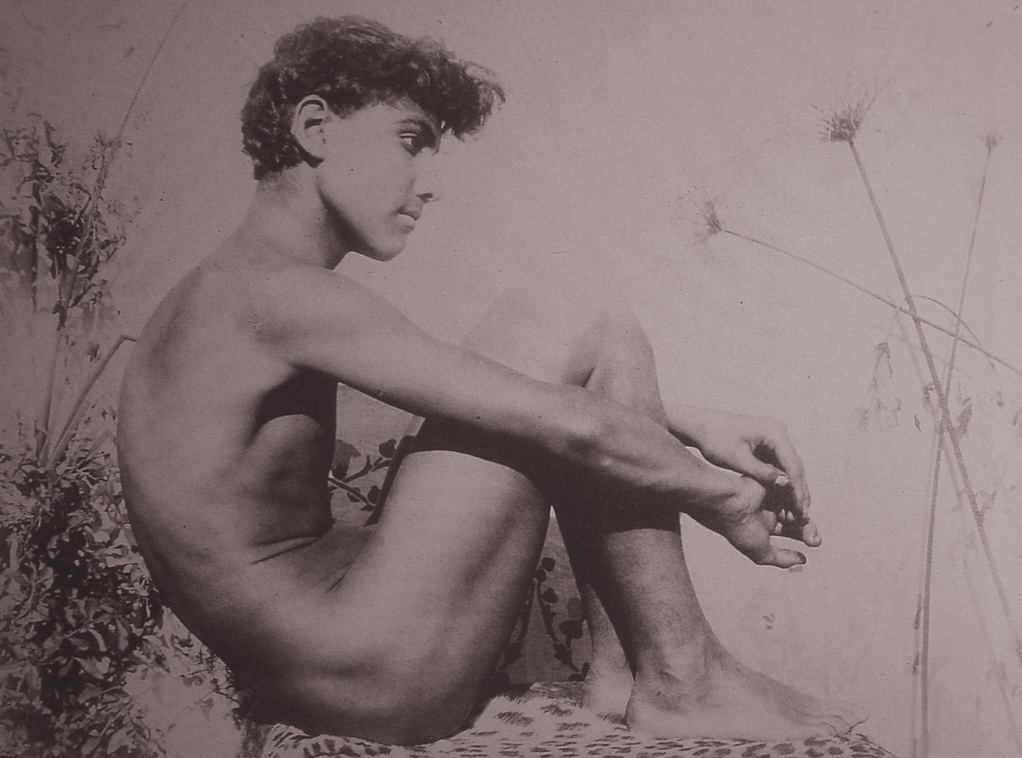
Wilhelm von Plüschow: Mužský akt, Řím, asi 1900